# Crownies
Crownies, drama australiano que se estrenó el 14 de julio del 2011 en la cadena ABC1.
La serie se centró en la vida de un grupo de nuevos abogados y los casos legales en los que interviene, las relaciones con sus colegas y sus propias vidas privadas. 
Fue creada por Tony Tilse y ha contado con la participación de actores como Peter O'Brien, Toby Schmitz, Tammy MacIntosh, Marcus Graham, Sara Wiseman, Sophie Hensser, Amy Mathews, entre otros.
La serie tuvo una temporada y posteriormente se rodó una secuela derivada denominada Janet King que se estrenó en el 2013.

## Historia
La serie gira en torno a un nuevo grupo de abogados de la escuela de Derecho, que trabajan como fiscales de la Corona o "Crownies", quienes son fiscales públicos en el Sistema Jurídico de Australia y que trabajan para la Oficina del Ministerio Público .

## Personajes
| Actor              | Personaje          | Trabajo                                  | n.º de Episodios |
| ------------------ | ------------------ | ---------------------------------------- | ---------------- |
| Todd Lasance       | Ben McMahon        | Abogado                                  | 22               |
| Ella Scott Lynch   | Erin O'Shaughnessy | Abogada                                  | 22               |
| Hamish Michael     | Richard Stirling   | Abogado                                  | 22               |
| Indiana Evans      | Tatum Novak        | Abogada                                  | 22               |
| Marta Dusseldorp   | Janet King         | Fiscal Principal de la Corona            | 22               |
| Peter Kowitz       | Tony Gillies       | Fiscal                                   | 22               |
| Jeanette Cronin    | Tracey Samuels     | Gerente de Recursos Humanos              | 22               |
| Lewis Fitz-Gerald  | David Sinclair     | Director del Ministerio Público & Fiscal | 22               |
| Jerome Ehlers      | Rhys Kowalski      | Abogado Defensor                         | 22               |
| Andrea Demetriades | Lina Badir         | Abogada                                  | 22               |

### Personajes recurrentes
| Actor              | Personaje         | Trabajo                     | n.º de Episodios |
| ------------------ | ----------------- | --------------------------- | ---------------- |
| Christopher Morris | Andy Campbell     | Detective Sargento          | 17               |
| Chantelle Jamieson | Julie Rousseau    | Abogada                     | 10               |
| Daniel Lissing     | Conrad De Groot   | -                           | 10               |
| Paul Moxey         | Harry             | -                           | 10               |
| Ritchie Singer     | Justice Rosenberg | Detective Sargento          | 9                |
| Aimee Pedersen     | Ashleigh Larsson  | Gerente de Recursos Humanos | 7                |

## Episodios
La primera temporada de la serie contará con 22 episodios.

## Premios y nominaciones
| Año  | Categoría                                                     | Premio                            | Nominado       | Resultado |
| ---- | ------------------------------------------------------------- | --------------------------------- | -------------- | --------- |
| 2012 | Most Outstanding Performance by an Ensemble in a Drama Series | Equity Award                      | Crownies       | Nominados |
| 2012 | Most Outstanding New Talent                                   | Graham Kennedy Award              | Hamish Michael | Nominado  |
| 2012 | Best Direction in a TV Drama Series                           | Australian Directors' Guild Award | Jet Wilkinson  | Nominado  |

## Producción
Parte de la serie fue filmada en los tribunales de justicia de Parramatta y en algunas áreas de alrededor. La serie fue dirigida por Tony Tilse, Chris Noonan, Cherie Nowlan, Grant Brown, Lynn Hegarty, Garth Maxwell  y Jet Wilkinson. Fue escrita por Greg Haddrick, Jane Allen, Kylie Needham, Tamara Asmar, Blake Ayshford, Chris Hawkshaw y Justine Gillmer.
La serie se emitió una temporada y los productores decidieron crear una secuela, que se centra más en los aspectos legales.